# Heinrich Rosell

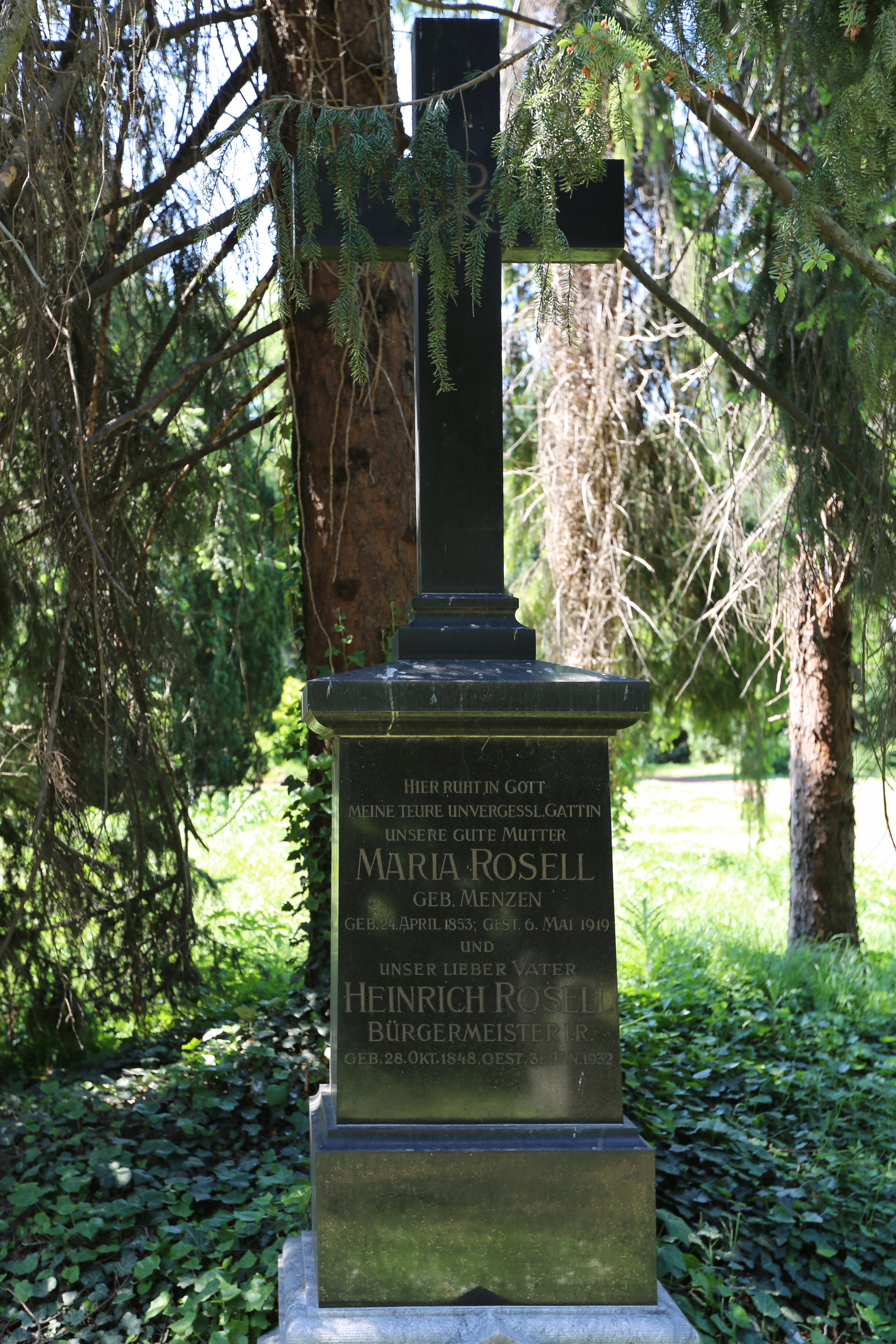
Familiengrab Heinrich Rosell auf dem alten Friedhof Bonnstraße

Heinrich Rosell (* 28. Oktober 1848 in Longerich; † 31. Januar 1932 in Hürth) war ein preußischer Kommunalbeamter der wilhelminischen Zeit.

## Leben

### Werdegang
Rosell wurde auf dem Nüssenberger Hof, gelegen in der Bürgermeisterei Longerich geboren. Zu Rosells Kindheit, seiner Schul- und Weiterbildung, ist nichts bekannt. Als 18-Jähriger wurde Rosell Verwaltungssekretär im Büro seines seit 1851 als Bürgermeister von Hürth amtierenden Vaters Franz Josef Rosell tätig. Eine kurze Zeit versah er die Aufgaben eines Standesbeamten der Bürgermeisterei Longerich mit Sitz im heutigen Kölner Stadtteil Nippes (bis 1888 Bürgermeisterei Longerich). 1874 folgte die Ernennung zum Ersten Beigeordneten (heute ein Wahlbeamter) in der Bürgermeisterei Hürth. Zwei Jahre später nach dem plötzlichen Herztod seines Vaters wurde er im Alter von 27 Jahren zum Bürgermeister von Hürth mit Amtssitz in Hermülheim gewählt.

### Wirken in Hürth
Die Gemeinden dieser Zeit waren zumeist rein ländlich geprägt. Bürgermeistereien, die wie Hürth mit der Braunkohle über Bodenschätze verfügten, nahmen durch die anbrechende Industrialisierung in ihrer Entwicklung rasche Fortschritte. Bereits zwei Jahre nach seinem Amtsantritt nahmen in Hermülheim die Ribbertwerke die erste Brikett- und Tonröhrenfabrik in Betrieb, die Arbeitsplätze schuf. Es war der Anfang eines enorm positiven Strukturwandels, der alle Bereiche der Wirtschaft erfasste und in der Folge das Leben der Bürger verbesserte. An dieser Entwicklung hatte Rosell während seiner außergewöhnlich langen Amtszeit einen großen Anteil. Weitere Neuerungen in Rosells Amtszeit waren der Bau eines ersten Hermülheimer Rathauses, der Bau eines Wasserwerks, die Verbesserung der ärztlichen Versorgung durch ein Gemeindekrankenhaus und die Verkehrsanbindung der Gemeinde durch die Köln-Bonner Eisenbahn.
Rosell verkörperte den typischen Beamten alter preußischer Schule, unter dem man einen pflichtbewussten, strengen Staatsdiener mit ausgeprägten konservativen Ansichten versteht. Er soll für die Ansichten und Ziele der aufkommenden Sozialdemokratie und den mit diesen sympathisierenden Gewerkschaften keinerlei Verständnis aufgebracht haben. Daher unternahm er alles, um deren Zulauf aus der Arbeiterschaft in seinem Einflussbereich so weit wie möglich zu verhindern. Als Patriot und Anhänger der Monarchie brach für Rosell mit der Niederlage im Ersten Weltkrieg eine Welt zusammen. Die Novemberrevolution von 1918/19, die Abdankung des Kaisers und die Einführung demokratischer Verhältnisse waren Geschehnisse jenseits seines Verstehens. Als Unruhen und Streiks die Bürgermeistereien nach dem Krieg erschütterten, ließ sich der nun über 70-jährige Rosell zum 1. April 1920 in den Ruhestand versetzen. Seinen 80. Geburtstag beging er im Unfrieden mit seinen ehemaligen Mitarbeitern. 1928 sah sich der Beamtenausschuss der Bürgermeisterei Hürth außerstande, dem früheren Bürgermeister zu gratulieren, da dieser der Beamtenschaft gegenüber nicht so gewesen sei, wie es zu wünschen gewesen wäre.

### Tod und Gedenken
Rosell hatte im letzten Amtsjahr auch seine Lebensgefährtin verloren. Er war verheiratet mit Maria, geborene Menzen (24. April 1853 – 6. Mai 1919), der Tochter des Pächters auf Burg Aldenrath. Sie schenkte ihrem Mann sieben Kinder. Rosell starb am 31. Januar 1932 in Hermülheim, das seit 1930 zu Hürth gehörte, und wurde auf dem Friedhof Bonnstraße im Familiengrab beigesetzt. Das Grabmal der Familie Rosell auf dem zur Parkanlage umgewandelten alten Friedhof ist noch erhalten und wurde neben anderen Grabmalen für den Ort bedeutender Personen unter Denkmalschutz gestellt.
Im Rathaus der Stadt erinnert ein Gemälde des Kölner Künstlers Toni May an den früheren Bürgermeister.
Die Straße, die, vom Krankenhaus kommend, gegenüber dem alten Bürgermeisteramt auf die Luxemburger Straße einmündet, wurde nach den beiden Bürgermeistern „Rosellstraße“ genannt.